# Maładosć
Maładosć (biał. Маладосць, pol. Młodość) – białoruski literacko-artystyczny i społeczno-polityczny ilustrowany miesięcznik Związku Pisarzy Białorusi. Publikuje prozę, poezję, publicystykę, krytykę literacką i artykuły z zakresu literaturoznawstwa, a także recenzje i tłumaczenia. Ukazuje się od kwietnia 1953 roku w języku białoruskim w Mińsku.

## Tematyka
Istnieją stałe rubryki „Poezja”, „Proza”, „Tłumaczenia”, „Krytyka”. Pojawiły się nowe rozdziały „Powrót”, „Cathedra”, „Histfakt”. W latach 70-80. XX wieku w czasopiśmie były kolorowe wkładki, poświęcone białoruskiemu malarstwu.

## Literatura
- Беларуская энцыклапедыя: У 18 т. Т. 9: Кулібін — Малаіта / Рэдкал.: Г. П. Пашкоў і інш. — Мн.: БелЭн, 1999. — 560 с.: іл. ISBN 985-11-0155-9 (т. 9), ISBN 985-11-0035-8.
- Лугоўскі, А. І. «Маладосць» // Слоўнік студэнта-філолага па методыцы выкладання беларускай літаратуры — Мінск.: БДПУ, 2005. — С. 59. — 106 с. — ISBN 978-985-501-667-1.